# Poilley, Ille-et-Vilaine

Poilley este o comună în departamentul Ille-et-Vilaine, Franța. În 1 ianuarie 2022 avea o populație de 380 de locuitori.